# Lista de primeiros-ministros da Suécia

O brasão de armas menor da Suécia, utilizado pelo governo.

O cargo de primeiro-ministro da Suécia já foi ocupado por 34 pessoas diferentes, com o primeiro sendo Louis Gerhard De Geer e a mais recente Magdalena Andersson, atualmente em exercício. O primeiro-ministro atua como chefe de governo da Suécia e coordena os trabalhos dos outros ministérios do governo, também sendo responsável por administrar as políticas suecas dentro da União Europeia. Ele tem o poder de nomear, substituir e transferir ministros sem a necessidade de consultar o Parlamento, além de também aumentar ou diminuir o número de ministérios.
O primeiro-ministro é oficialmente nomeado pelo Presidente do Parlamento baseado nas mudanças ocorridas nas eleições gerais, que ocorrem a cada quatro anos, sempre sendo um membro do partido de maioria no parlamento. A pessoa escolhida é em seguida votada por todos os parlamentares e oficialmente empossada durante uma reunião especial do Conselho de Estado, tendo o monarca presidindo a ocasião. O primeiro-ministro pode permanecer no cargo indefinidamente enquanto possuir o apoio parlamentar, podendo deixar o cargo por renúncia, derrota em uma moção de confiança ou mudança no partido de maioria depois de uma eleição.
Até a aprovação da constituição de 1809, era estabelecido que "O Rei sozinho governa a Nação". Entretanto, após a constituição de 1809 os poderes do Rei começaram a ser diminuídos tendo sido o texto aprovado pelo rei Carlos XIII. Desde meados do século XIX a Suécia lentamente foi se desenvolvendo para uma democracia parlamentar, até o cargo de primeiro-ministro ser formalmente criado para De Geer em 1876 durante o reinado de Óscar II. A constituição foi reescrita em 1974 e o cargo foi oficialmente reconhecido e estabelecido.

## Primeiros-ministros
Legenda:
     Independente      Partido Lantmanna      Partido Protecionista      Partido da Coligação Liberal      Liga Eleitoral Geral/Partido Moderado      Partido Nacional      Partido Social-Democrata      Associação Nacional de Livre Pensamento      Liga dos Fazendeiros/Partido do Centro      Partido Liberal do Povo
| Nº | Primeiro-Ministro  | Primeiro-Ministro       | Início do mandato       | Fim do mandato          | Partido              | Monarca  |
| -- | ------------------ | ----------------------- | ----------------------- | ----------------------- | -------------------- | -------- |
| 1  |                    | Louis Gerhard De Geer   | 20 de março de 1876     | 19 de abril de 1880     | Independente         | Óscar II |
| 2  |                    | Arvid Posse             | 19 de abril de 1880     | 13 de junho de 1883     | Lantmanna            | Óscar II |
| 3  |                    | Carl Johan Thyselius    | 13 de junho de 1883     | 16 de maio de 1884      | Independente         | Óscar II |
| 4  |                    | Robert Themptander      | 16 de maio de 1884      | 6 de fevereiro de 1888  | Independente         | Óscar II |
| 5  |                    | Gillis Bildt            | 6 de fevereiro de 1888  | 12 de outubro de 1889   | Independente         | Óscar II |
| 6  |                    | Gustaf Åkerhielm        | 12 de outubro de 1889   | 10 de julho de 1891     | Protecionista        | Óscar II |
| 7  |                    | Erik Gustaf Boström     | 10 de julho de 1891     | 12 de setembro de 1900  | Lantmanna            | Óscar II |
| 8  |                    | Fredrik von Otter       | 12 de setembro de 1900  | 5 de julho de 1902      | Independente         | Óscar II |
| 9  |                    | Erik Gustaf Boström     | 5 de julho de 1902      | 13 de abril de 1905     | Lantmanna            | Óscar II |
| 10 |                    | Johan Ramstedt          | 13 de abril de 1905     | 2 de agosto de 1905     | Independente         | Óscar II |
| 11 |                    | Christian Lundeberg     | 2 de agosto de 1905     | 7 de novembro de 1905   | Protecionista        | Óscar II |
| 12 |                    | Karl Staaff             | 7 de novembro de 1905   | 29 de maio de 1906      | Coligação Liberal    | Óscar II |
| 13 |                    | Arvid Lindman           | 29 de maio de 1906      | 9 de outubro de 1911    | Liga Eleitoral Geral | Óscar II |
| 13 | Gustavo V          | Arvid Lindman           | 29 de maio de 1906      | 9 de outubro de 1911    | Liga Eleitoral Geral |          |
| 14 |                    | Karl Staaff             | 9 de outubro de 1911    | 17 de fevereiro de 1914 | Coligação Liberal    |          |
| 15 |                    | Hjalmar Hammarskjöld    | 17 de fevereiro de 1914 | 30 de março de 1917     | Independente         |          |
| 16 |                    | Carl Swartz             | 30 de março de 1917     | 19 de outubro de 1917   | Nacional             |          |
| 17 |                    | Nils Edén               | 19 de outubro de 1917   | 10 de março de 1920     | Coligação Liberal    |          |
| 18 |                    | Hjalmar Branting        | 10 de março de 1920     | 27 de outubro de 1920   | Social-Democrata     |          |
| 19 |                    | Gerhard Louis De Geer   | 27 de outubro de 1920   | 23 de fevereiro de 1921 | Independente         |          |
| 20 |                    | Oscar von Sydow         | 23 de fevereiro de 1921 | 13 de outubro de 1921   | Independente         |          |
| 21 |                    | Hjalmar Branting        | 13 de outubro de 1921   | 19 de abril de 1923     | Social-Democrata     |          |
| 22 |                    | Ernst Trygger           | 19 de abril de 1923     | 18 de outubro de 1924   | Nacional             |          |
| 23 |                    | Hjalmar Branting        | 18 de outubro de 1924   | 24 de janeiro de 1925   | Social-Democrata     |          |
| 25 |                    | Rickard Sandler         | 24 de janeiro de 1925   | 7 de junho de 1926      | Social-Democrata     |          |
| 26 |                    | Carl Gustaf Ekman       | 7 de junho de 1926      | 2 de outubro de 1928    | Livre Pensamento     |          |
| 27 |                    | Arvid Lindman           | 2 de outubro de 1928    | 7 de junho de 1930      | Liga Eleitoral Geral |          |
| 28 |                    | Carl Gustaf Ekman       | 7 de junho de 1930      | 6 de agosto de 1932     | Livre Pensamento     |          |
| 29 |                    | Felix Hamrin            | 6 de agosto de 1932     | 24 de setembro de 1932  | Livre Pensamento     |          |
| 30 |                    | Per Albin Hansson       | 24 de setembro de 1932  | 19 de junho de 1936     | Social-Democrata     |          |
| 31 |                    | Axel Pehrsson-Bramstorp | 19 de junho de 1936     | 28 de setembro de 1936  | Liga dos Fazendeiros |          |
| 32 |                    | Per Albin Hansson       | 28 de setembro de 1936  | 6 de outubro de 1946    | Social-Democrata     |          |
| 33 |                    | Tage Erlander           | 6 de outubro de 1946    | 14 de outubro de 1969   | Social-Democrata     |          |
| 33 | Gustavo VI Adolfo  | Tage Erlander           | 6 de outubro de 1946    | 14 de outubro de 1969   | Social-Democrata     |          |
| 34 |                    | Olof Palme              | 14 de outubro de 1969   | 8 de outubro de 1976    | Social-Democrata     |          |
| 34 | Carlos XVI Gustavo | Olof Palme              | 14 de outubro de 1969   | 8 de outubro de 1976    | Social-Democrata     |          |
| 35 |                    | Thorbjörn Fälldin       | 8 de outubro de 1976    | 18 de outubro de 1978   | Centro               |          |
| 36 |                    | Ola Ullsten             | 18 de outubro de 1978   | 12 de outubro de 1979   | Liberal do Povo      |          |
| 37 |                    | Thorbjörn Fälldin       | 12 de outubro de 1979   | 8 de outubro de 1982    | Centro               |          |
| 38 |                    | Olof Palme              | 8 de outubro de 1982    | 28 de fevereiro de 1986 | Social-Democrata     |          |
| 39 |                    | Ingvar Carlsson         | 28 de fevereiro de 1986 | 4 de outubro de 1991    | Social-Democrata     |          |
| 40 |                    | Carl Bildt              | 4 de outubro de 1991    | 7 de outubro de 1994    | Moderado             |          |
| 41 |                    | Ingvar Carlsson         | 7 de outubro de 1994    | 22 de março de 1996     | Social-Democrata     |          |
| 42 |                    | Göran Persson           | 22 de março de 1996     | 6 de outubro de 2006    | Social-Democrata     |          |
| 43 |                    | Fredrik Reinfeldt       | 6 de outubro de 2006    | 3 de outubro de 2014    | Moderado (Aliança)   |          |
| 44 |                    | Stefan Löfven           | 3 de outubro de 2014    | 30 de novembro de 2021  | Social-Democrata     |          |
| 45 |                    | Magdalena Andersson     | 30 de novembro de 2021  | 18 de outubro de 2022   | Social-Democrata     |          |
| 46 |                    | Ulf Kristersson         | 18 de outubro de 2022   | presente                | Moderado             |          |